# Storia delle Bahamas
Le isole Bahamas furono le prime terre americane incontrate da Cristoforo Colombo; tra di esse si conta San Salvador, l'isola scoperta il 12 ottobre 1492. Annesse alla Spagna, le isole erano abitate da una popolazione amerinda, quella dei Lucaiani, che fu completamente sterminata. Le Bahamas furono occupate dagli Inglesi nel 1625, nel quadro di un'operazione a largo raggio iniziata dalla Gran Bretagna per crearsi basi nel Nuovo Mondo da cui poter attaccare più agevolmente le colonie spagnole. Gli Spagnoli riconquistarono le Bahamas nel 1641; ciononostante gli Inglesi riuscirono a fondare nel 1646 una nuova colonia nell'isola Eleuthera e vent'anni dopo rioccuparono New Providence.

## L'arrivo degli Inglesi e l'indipendenza nel Commonwealth
Nel 1670 le Bahamas vennero concesse da Carlo II Stuart d'Inghilterra a un gruppo di grandi proprietari i cui diritti vennero spesso minacciati dagli Spagnoli e dai bucanieri. Nel 1718 il re d'Inghilterra vi inviò un governatore ed alcuni coloni iniziarono la coltivazione degli alberi da frutta. Durante la guerra d'indipendenza americana vi giunse un gruppo di lealisti con i loro schiavi e ciò favorì il progresso dell'agricoltura specialmente per quanto riguarda il cotone. Dopo un breve periodo di controllo statunitense e spagnolo, furono riconquistate alla corona britannica dalla flotta inglese nel 1783. Nel 1940 la Gran Bretagna cedette agli Stati Uniti (in affitto per 99 anni) una base navale situata nell'isola Mayaguana.
Lo sviluppo costituzionale delle Bahamas è stato lento; nel maggio 1963 il governo di Londra approvò una legge (entrata in vigore nel 1964), che concedeva alle Bahamas un proprio autogoverno alle dipendenze però del governatore, rappresentante della corona inglese. Ma la riforma tardò in parte ad essere concretizzata anche a causa della mancanza di maturità e di organizzazione politica della popolazione autoctona, da tempo soggetta alle poche famiglie di proprietari. Nel luglio 1973 le isole dopo più di 300 anni di dominio britannico conseguirono l'indipendenza, pur rimanendo nell'ambito del Commonwealth (secondo la Costituzione dello stesso anno, capo dello Stato è sempre il sovrano britannico, rappresentato da un governatore generale), sotto la guida del premier Lynden O. Pindling leader del Partito Liberale Progressista (PLP), espressione della maggioranza nera della popolazione, di tendenze moderate e favorevole al mantenimento di strette relazioni con gli Stati Uniti.

## L'instabilità politica
La stabilità politica del Paese è apparsa compromessa all'inizio degli anni Ottanta dal problema del traffico di droga: i trafficanti, infatti, si servono delle isole minori dell'arcipelago come basi di smistamento della droga verso gli USA e delle sue banche per «riciclare» i loro guadagni. Il traffico aveva coinvolto alcuni esponenti politici, poi espulsi dal governo e messo in difficoltà lo stesso Pindling, che era comunque riuscito a mantenersi al potere per il resto del decennio.
La diminuzione delle entrate provenienti dal turismo statunitense, un generale peggioramento nei conti pubblici, l'aumento della disoccupazione giovanile e l'emergere di nuovi scandali a carico di membri dell'esecutivo determinarono la storica sconfitta del PLP, al potere da 25 anni.
Le elezioni dell'agosto 1992 furono vinte dal conservatore Free National Movement (FNM, originariamente espressione della minoranza bianca). Il governo costituito dal leader di tale partito, Hubert Ingraham, si pose come obiettivi la lotta alla criminalità e alla corruzione, in particolare nella pubblica amministrazione, e il risanamento dell'economia attraverso tagli alla spesa pubblica e incentivi agli investimenti esteri nei settori del turismo, dei trasporti e delle telecomunicazioni. In politica estera l'amministrazione conservatrice confermò i solidi legami con gli Stati Uniti, mentre i rimpatri forzati di immigrati illegali avviati dal governo di Nassau a partire dal 1994 determinarono un peggioramento nelle relazioni con Haiti e Cuba. Nel corso del 1997, inoltre, furono stabilite relazioni diplomatiche con la Repubblica popolare di Cina e interrotte contestualmente quelle con Taiwan.
Confermato al potere dopo la schiacciante vittoria ottenuta nelle elezioni del 1997, il governo conservatore proseguì nella politica di risanamento finanziario, motivo di tensione con le organizzazioni dei lavoratori, mentre dovette registrare il costante aumento della criminalità comune, potenziale minaccia per la florida industria turistica locale.